# Uelenciti
Uelenciti (traslitterato anche come Welenchiti, Wolenchite, Aualancheti o Oulancheti), è una città situata nella zona dello Scioa Orientale dell'Oromia, in Etiopia. Si trova ad un'altitudine di 1436 metri sul livello del mare ed è il capoluogo amministrativo del woreda di Boset.
Uelenciti è servita dall'omonima stazione ferroviaria la linea Addis Abeba–Gibuti. Nella città si tiene un mercato del bestiame ogni sabato.

## Società

### Evoluzione demografica
Il censimento del 1994 registrò una popolazione di 11.732 abitanti, di cui 5.719 maschi e 6.013 femmine. Secondo l'indagine del 2005 dell'Agenzia Nazionale di Statistica etiope, la comunità di Uelenciti aveva una popolazione stimata di 20.984 persone, di cui 10.545 maschi e 10.439 femmine.